# Pierre couverte de la Planche
Pour les articles homonymes, voir Pierre couverte.
La pierre couverte de la Planche, appelée aussi pierre couverte du Gué au Poirier, est un dolmen situé à Broc, dans le département français de Maine-et-Loire.

## Protection
L'édifice est inscrit au titre des monuments historiques en 1983.

## Description
C'est un petit dolmen simple en calcaire et grès éocène mesurant 2,65 m dans sa plus grande longueur. Le tumulus est encore visible. La chambre est délimitée par deux orthostates côté nord et deux orthostates côté sud. L'ensemble est recouvert par une unique table de couverture de forme circulaire d'environ 2 m de diamètre.
Le dolmen fut fouillé en 1872 par M. de la Pouèze qui y recueillit des fragments d'ossements et de poteries ainsi que des cendres et des charbons.
Selon une légende locale, l'édifice abriterait une forge où les fées y façonneraient leurs outils la nuit.